# Jan Vorlíček
Jan Vorlíček (16. června 1842 Praha – únor 1918 Čelákovice) byl rakouský a český podnikatel, publicista, hostinský a politik, na přelomu 19. a 20. století poslanec Českého zemského sněmu.

## Biografie
Vystudoval nižší reálku a sladovnickou školu. Od roku 1873 působil jako hostinský v Nuslích v domě čp. 151. Angažoval se v profesních sdruženích. Roku 1893 se stal předsedou Ústřední jednoty hostinských českoslovanských, již od roku 1884 byl odpovědným redaktorem časopisu Hostimil. V letech 1894–1905 byl členem pražské obchodní a živnostenské komory. Aktivní byl i v komunální politice. Zasedal v sboru obecních starších v Praze.
Koncem století se zapojil i do zemské politiky. Ve volbách v roce 1895 byl zvolen v kurii obchodních a živnostenských komor (volební obvod Praha) do Českého zemského sněmu. Politicky patřil k mladočeské straně.
V roce 1908 se zmiňuje, že v Praze ve svém bytě ve Spálené ulici spáchal sebevraždu hostinský a známý odborník Jan Vorlíček. Věk zesnulého se ovšem uvádí na 50 let a na seznamu zemřelých v Praze dne 12. srpna 1908 chybí. Podle rukopisné poznámky v pražské policejní přihlášce zemřel v únoru 1918 v Čelákovicích.